# Zdziwój Nowy
Zdziwój Nowy – wieś w Polsce, położona w województwie mazowieckim, w powiecie przasnyskim, w gminie Chorzele. Ma status sołectwa.
| SIMC    | Nazwa           | Rodzaj    |
| ------- | --------------- | --------- |
| 0507644 | Zdziwój-Zdrojki | część wsi |

W latach 1975–1998 wieś administracyjnie należała do województwa ostrołęckiego.